# Streptocarpus cordifolius
Streptocarpus cordifolius är en tvåhjärtbladig växtart som beskrevs av Jean-Henri Humbert. Streptocarpus cordifolius ingår i släktet Streptocarpus och familjen Gesneriaceae. Inga underarter finns listade i Catalogue of Life.